# Shinsuke Numata
Pour les articles homonymes, voir Numata (homonymie).
Shinsuke Numata (沼田真佑, Numata Shinsuke) est un auteur japonais né le 30 octobre 1978 à Otaru. Il est lauréat du prix Akutagawa en juillet 2017 pour son roman Eiri, qui prend pour cadre le séisme de 2011 de la côte Pacifique du Tōhoku.

## Sources
1. ↑  (en) Daisuke Kikuchi, « First-time writer Shinsuke Numata wins prestigious Akutagawa Prize », dans The Japan Times, le 19 juillet 2017, consulté sur www.japantimes.co.jp le 20 juillet 2017